# Michel Boisrond
Michel Jacques Boisrond (Châteauneuf-en-Thymerais, Eure i Loir, França, 9 d'octubre de 1921 − La Celle-Saint-Cloud, Yvelines, 10 de novembre de 2002) va ser un guionista i director de cinema francès.

## Biografia[1]
Michel Boisrond comença amb la seva carrera en el cinema en els anys 1940. Ajuda autors com Jean Delannoy, Robert Vernay, Jacques de Baroncelli i Jean Cocteau. Però és sobretot la seva experiència prop de René Clair, per qui té una gran admiració, que resta al cinema. L'ajuda a La Beauté du diable (1949), Les Belles de nuit (1952) i Les Grans Manoeuvres (1955) de la qual dirigeix fins i tot el segon equip.
A la meitat dels anys 1950, com Norbert Carbonnaux o Roger Vadim, encarna un renaixement pre-Nouvelle Vague, llançant joves actrius en pel·lícules sensibles al seu temps. El 1955, realitza la seva primera pel·lícula, Cette sacrée gamine, amb la jove Brigitte Bardot que es convertirà en una de les seves actrius fetitxes. Seguiran Une Parisienne el 1957, sempre amb Bardot després Faibles femmes el 1958 on dirigeix el jove Alain Delon. L'amor (Les Amours célèbres, 1961), les dones (La Française i l'Amour, 1960) i París (Les Parisiennes, 1962) són els seus temes predilectes que alimenten una obra rica en comèdies de Boulevard. El seu cinema molt popular és sovint qualificat d'artificial. Es diu d'ell que s'alinea amb el cinema més comercial dels anys 1960, amb les seves comèdies amoroses lleugeres rodades per encàrrec. No busca més que divertir simplement el seu públic.
Al començament dels anys 1970, es prodiga menys en el cinema, però coneix amb tot un cert èxit amb la seva versió del Petit Poucet el 1974, amb Jean-Pierre Marielle. El 1975, reuneix per a la seva última pel·lícula Jane Birkin, Patrick Dewaere, Jean-Claude Brialy i Michel Aumont a Catherine et Cie, amb diàlegs de Catherine Breillat.
Treballa llavors regularment per a la televisió fins al 1995. A Michel Boisrond li confien la realització d'episodis de sèries de televisió com Les folles Offenbach el 1977 amb Michel Serrault, o de telefilms (Tout comme un homme el 1984).
En els anys 1980, realitza diversos episodis de Sèrie rose, sèrie eròtica per a la qual treballarà el 1986, 1987 i 1991. El 1991, realitza igualment la sèrie curta Madame Curie, una dona honorable amb Marie-Christine Barrault. Segueixen dos telefilms, Séparément vôtre el 1992, i Meurtre en Ut majeur el 1993.
El 1995, realitza la sèrie policíaca Police des policies amb Martin Lamotte.
Destacar que ha treballat com a actor a El Samurai de Jean Pierre Melville el 1967 i Le Bon Plaisir de Francis Girod el 1984.

## Vida privada
Michel Boisrond va estar casat amb la guionista belga Annette Wademant amb qui va col·laborar en dotze de les seves pel·lícules. Junts van tenir un fill, François Boisrond, artista pintor i una noia Cécile Boisrond, directora.
Va ser igualment company de Marie-Christine Barrault durant 10 anys.

## Filmografia[2]

### Cinema
- 1955: Cette sacrée gamine
- 1956: C'est arrivé à Aden
- 1956: Lorsque l'enfant paraît
- 1957: Une Parisienne
- 1958: Faibles Femmes
- 1959: Le Chemin des écoliers
- 1959: Voulez-vous marier amb moi ?
- 1960: La Française et l'Amour, esquetx La Virginité
- 1960: Un soir à la plage
- 1961: Les Amours célèbres
- 1961: Les Parisiennes
- 1962: Comment réussir en amour
- 1963: Comment trouvez-vous ma soeur ?
- 1963: Cherchez l'idole
- 1964: Comment esposer un Premier ministre
- 1966: Atout cœur a Tokyo per OSS 117
- 1967: L'Homme qui valait des milliards
- 1968: Una lliçó particular
- 1968: Du soleil plein les yeux
- 1970: On és toujours trop bon amb les femmes
- 1972: Le Petit Poucet
- 1974: Dis-moi que tu m'aimes
- 1975: Catherine et Cie

### Televisió
- 1977: Les Folies Offenbach - Episodis « Monsieur Choufleuri restera chez lui » i « La Belle Hélène »
- 1981: Història contemporaine (TV mini sèrie)
- 1982: Toutes griffes dehors (TV mini sèrie)
- 1984: Tout comme un home
- 1986: Le Tiroir secret (TV mini sèrie)
- 1986: Sèrie rose – Episodis « La gageure des trois commères » i « A la feuille de rose, maison turque »
- 1987: Sèrie rose – Episodi « Hercule aux pieds d'Omphale »
- 1989: Le Retour d'Arsène Lupin – Episodi « Un savant bien tranquille »
- 1991: Marie Curie, une dona honorable (TV mini sèrie)
- 1991: Sèrie rose – Episodi « el style Pompadour »
- 1992: Séparément vôtre
- 1993: Meurtre en Ut majeur
- 1995: Police des polices – Episodis « L'îlotier », « Vidéo preuves », « Raison d'État », « Faux diagnostic », « Sortie sans issue », « Cavalier seul »
- 1995: Le Nid tombé de l'oiseau – guionista